# Jan Achacy Kmita
Jan Achacy Kmita (zm. ok. 1628) – polski poeta i tłumacz żyjący na przełomie XVI i XVII wieku, tworzący głównie wierszowane utwory epickie i przekłady.
Kmita był szlachcicem pochodzącym z Małopolski. Brał w udział w wojnach prowadzonych przez Stefana Batorego. Pełnił funkcję podżupnika bocheńskiego.

## Twórczość
- Pasterskie ... rozmowy (1588) – przekład Bukolik Wergiliusza
- Łów Dyjanny (1588)
- O Anneaszu trojańskim księgi trzynaste (Kraków, 1591) – tłumaczenie XIII księgi Eneidy dopisanej w XV w. przez Mafeo Vegio.
- Spitamegeranomachia albo Bitwa pigmejów z żurawiami (1595) – utwór bliski poematowi heroikomicznemu (autor w dedykacji przytacza takie utwory, jak Szachy Jana Kochanowskiego, Batrachomyomachia oraz Culex, przypisywany Wergiliuszowi). Poemat ma charakter aluzyjno-satyryczny. Bitwa Pigmejów z żurawiami, zaczerpnięta z Pliniusza Starszego, w sposób żartobliwy porównana jest z rzeczywistymi wojnami (wojną polską-rosyjską za czasów Stefana Batorego).
- Penelopea abo Niewinność dziwnie cudownej niewiasty siedem razy ciętej (1610) – wierszowana wersja historii zaczerpniętej od św. Hieronima, który w jednym z listów opowiadał dzieje niewiasty oskarżonej niewinnie o cudzołóstwo, torturowanej, a później cudownie ocalonej. Utwór formą jest zbliżony do epyllionu, zaś tematyką oraz ujęciem do poematu Zuzanna Kochanowskiego.